# لا دموکراسیا (هو هوتنگانگو)
لا دموکراسیا (به اسپانیایی: La Democracia) یک شهر در گواتمالا است که در Huehuetenango Department واقع شده‌است.